# Regaliceratops peterhewsi
Regaliceratops (il cui nome significa "faccia cornuta regale") è un genere estinto di dinosauro ceratopside chasmosaurino vissuto nel Cretaceo superiore, circa 68,5-67,5 milioni di anni fa (Maastrichtiano), in quella che oggi l'Alberta, Canada. Il genere contiene una singola specie, ossia R. peterhewsi.

## Descrizione

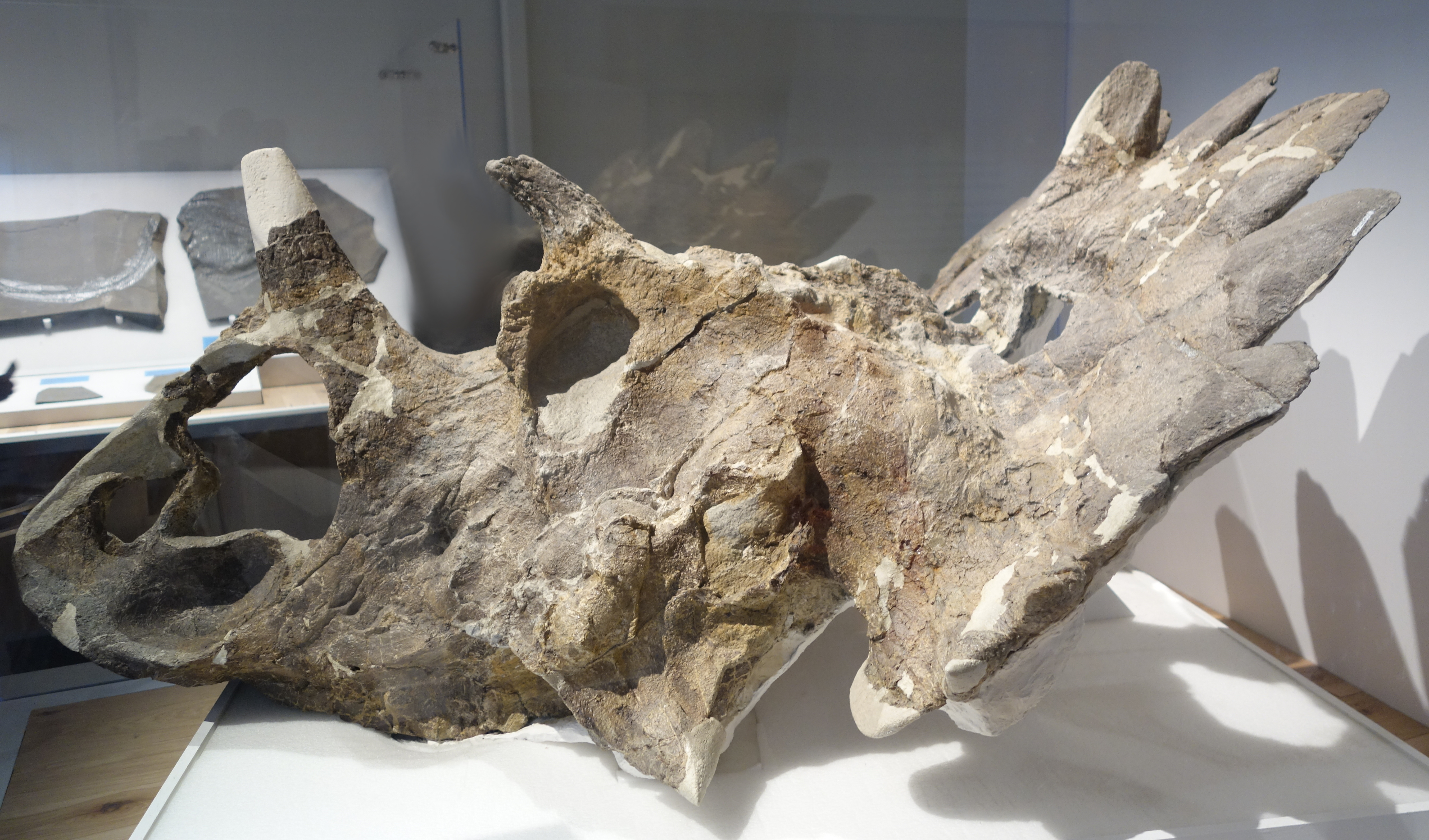
Cranio in vista laterale

Il Regaliceratops aveva la classica corporatura di un ceratopside, con un corpo robusto sorretto da quattro zampe, una corta coda e un voluminoso cranio che ornato da uno spettacolare collare ossea e sormontato da tre piccole corna. Era infatti il maestoso collare osseo, che ha dato il nome al Regaliceratops, infatti, questo animale strettamente imparentato con il ben noto Triceratops, deve il suo nome al suo spettacolare collare osseo che somigliava vagamente ad una corona. Il cranio del Regaliceratops era senz'altro uno dei crani di ceratopsidi, più stravaganti e complessi mai visti. La forma del collare ricalca quella del suo ben più famoso cugino, il Triceratops. Ciò che rende diverso il cranio del Regaliceratops sono i notevoli fronzoli ossei presenti sul bordo del collare che sebbene in molti ceratopsidi erano poco pronunciati, in Regaliceratops erano piuttosto ampi e grandi, simili per forma alle placche ossee dello Stegosaurus. In vita questa struttura probabilmente era vivacemente colorata e la sua funzione principale, probabilmente, era quella di display sessuale.
È stato stimato che in vita questo animale misurasse fino ai 5 metri di lunghezza, e pesasse 1,5 tonnellate. Il cranio di per sé pesa ben 270 kg.

## Classificazione
Regaliceratops è stato classificato come membro dei Triceratopsini da Brown & Henderson (2015). Tuttavia, nel 2016 uno studio di Mallon et al. ha prodotto un diverso risultato, con Regaliceratops al di fuori di Triceratopsini, ma comunque prossimo a quest'ultimi.

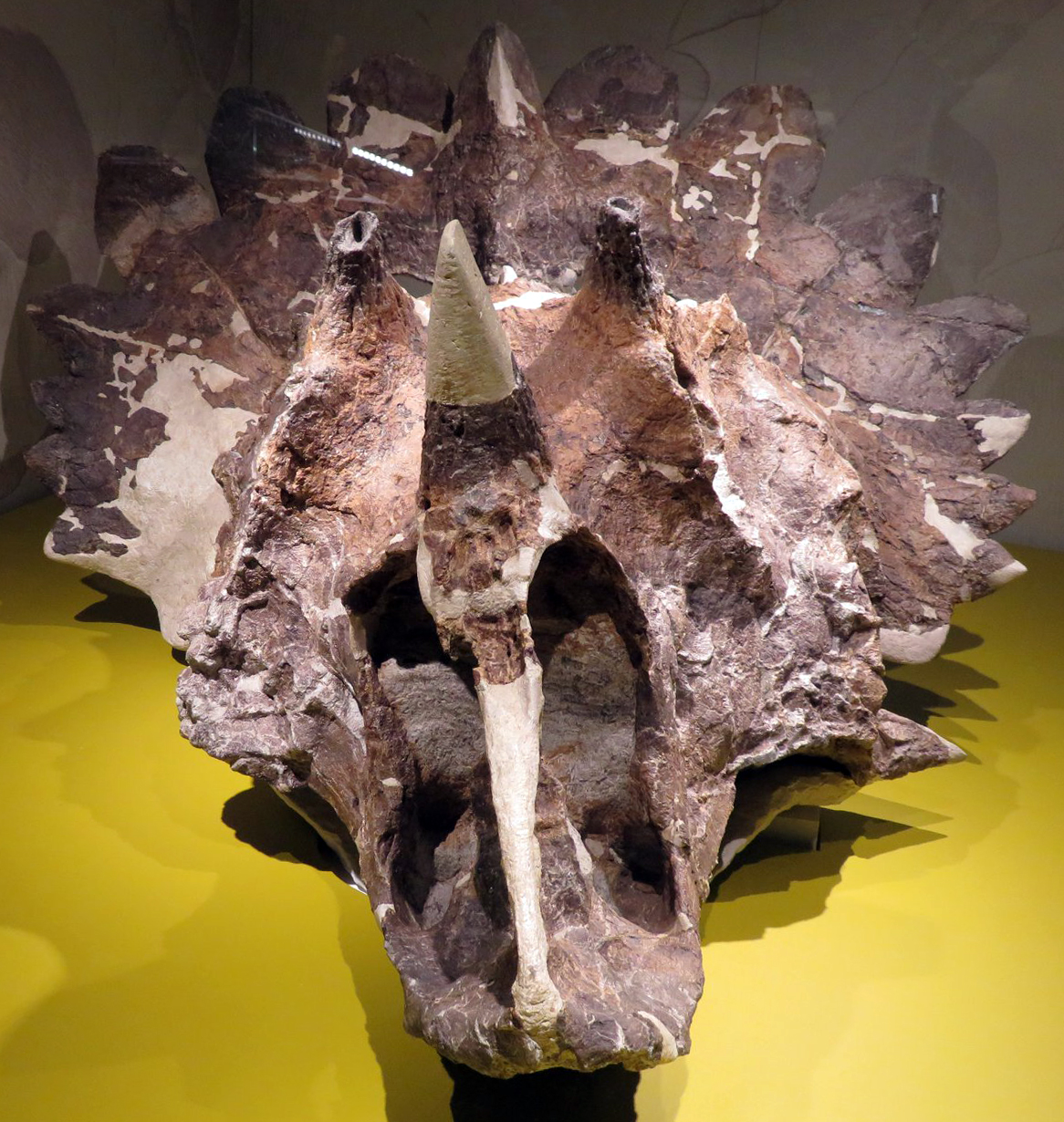
Cranio in vista frontale

### Filogensi
La filogenesi di Brown & Henderson (2015):
|  | Torosaurus latus     |
|  |                      |
|  | Torosaurus utahensis |
|  |                      |

|  | Triceratops horridus |
|  |                      |
|  | Triceratops prorsus  |
|  |                      |

|  | Torosaurus latus     |
|  |                      |
|  | Torosaurus utahensis |
|  |                      |

|  | Triceratops horridus |
|  |                      |
|  | Triceratops prorsus  |
|  |                      |

|  | Torosaurus latus     |
|  |                      |
|  | Torosaurus utahensis |
|  |                      |

|  | Triceratops horridus |
|  |                      |
|  | Triceratops prorsus  |
|  |                      |

|  | Torosaurus latus     |
|  |                      |
|  | Torosaurus utahensis |
|  |                      |

|  | Triceratops horridus |
|  |                      |
|  | Triceratops prorsus  |
|  |                      |

|  | Torosaurus latus     |
|  |                      |
|  | Torosaurus utahensis |
|  |                      |

|  | Triceratops horridus |
|  |                      |
|  | Triceratops prorsus  |
|  |                      |

|  | Torosaurus latus     |
|  |                      |
|  | Torosaurus utahensis |
|  |                      |

|  | Triceratops horridus |
|  |                      |
|  | Triceratops prorsus  |
|  |                      |

|  | Torosaurus latus     |
|  |                      |
|  | Torosaurus utahensis |
|  |                      |

|  | Triceratops horridus |
|  |                      |
|  | Triceratops prorsus  |
|  |                      |

|  | Torosaurus latus     |
|  |                      |
|  | Torosaurus utahensis |
|  |                      |

|  | Triceratops horridus |
|  |                      |
|  | Triceratops prorsus  |
|  |                      |

|  | Torosaurus latus     |
|  |                      |
|  | Torosaurus utahensis |
|  |                      |

|  | Triceratops horridus |
|  |                      |
|  | Triceratops prorsus  |
|  |                      |

|  | Torosaurus latus     |
|  |                      |
|  | Torosaurus utahensis |
|  |                      |

|  | Triceratops horridus |
|  |                      |
|  | Triceratops prorsus  |
|  |                      |

|  | Torosaurus latus     |
|  |                      |
|  | Torosaurus utahensis |
|  |                      |

|  | Triceratops horridus |
|  |                      |
|  | Triceratops prorsus  |
|  |                      |

|  | Torosaurus latus     |
|  |                      |
|  | Torosaurus utahensis |
|  |                      |

|  | Triceratops horridus |
|  |                      |
|  | Triceratops prorsus  |
|  |                      |

|  | Torosaurus latus     |
|  |                      |
|  | Torosaurus utahensis |
|  |                      |

|  | Triceratops horridus |
|  |                      |
|  | Triceratops prorsus  |
|  |                      |

|  | Torosaurus latus     |
|  |                      |
|  | Torosaurus utahensis |
|  |                      |

|  | Triceratops horridus |
|  |                      |
|  | Triceratops prorsus  |
|  |                      |

|  | Torosaurus latus     |
|  |                      |
|  | Torosaurus utahensis |
|  |                      |

|  | Triceratops horridus |
|  |                      |
|  | Triceratops prorsus  |
|  |                      |

|  | Torosaurus latus     |
|  |                      |
|  | Torosaurus utahensis |
|  |                      |

|  | Triceratops horridus |
|  |                      |
|  | Triceratops prorsus  |
|  |                      |

La filogenesi di Mallon et al. (2016):
|  | Ojoceratops fowleri                                                          |
|  |                                                                              |
|  | Titanoceratops ouranous                                                      |
|  |                                                                              |
|  | Nedoceratops hatcheri                                                        |
|  |                                                                              |
|  | Torosaurus latus                                                             |
|  |                                                                              |
|  | "Torosaurus" utahensis                                                       |
|  |                                                                              |
|  | \| \| Triceratops prorsus \| \| \| \| \| \| Triceratops horridus \| \| \| \| |
|  |                                                                              |
|  | Triceratops prorsus                                                          |
|  |                                                                              |
|  | Triceratops horridus                                                         |
|  |                                                                              |

|  | Triceratops prorsus  |
|  |                      |
|  | Triceratops horridus |
|  |                      |

|  | Ojoceratops fowleri                                                          |
|  |                                                                              |
|  | Titanoceratops ouranous                                                      |
|  |                                                                              |
|  | Nedoceratops hatcheri                                                        |
|  |                                                                              |
|  | Torosaurus latus                                                             |
|  |                                                                              |
|  | "Torosaurus" utahensis                                                       |
|  |                                                                              |
|  | \| \| Triceratops prorsus \| \| \| \| \| \| Triceratops horridus \| \| \| \| |
|  |                                                                              |
|  | Triceratops prorsus                                                          |
|  |                                                                              |
|  | Triceratops horridus                                                         |
|  |                                                                              |

|  | Triceratops prorsus  |
|  |                      |
|  | Triceratops horridus |
|  |                      |

|  | Ojoceratops fowleri                                                          |
|  |                                                                              |
|  | Titanoceratops ouranous                                                      |
|  |                                                                              |
|  | Nedoceratops hatcheri                                                        |
|  |                                                                              |
|  | Torosaurus latus                                                             |
|  |                                                                              |
|  | "Torosaurus" utahensis                                                       |
|  |                                                                              |
|  | \| \| Triceratops prorsus \| \| \| \| \| \| Triceratops horridus \| \| \| \| |
|  |                                                                              |
|  | Triceratops prorsus                                                          |
|  |                                                                              |
|  | Triceratops horridus                                                         |
|  |                                                                              |

|  | Triceratops prorsus  |
|  |                      |
|  | Triceratops horridus |
|  |                      |

|  | Ojoceratops fowleri                                                          |
|  |                                                                              |
|  | Titanoceratops ouranous                                                      |
|  |                                                                              |
|  | Nedoceratops hatcheri                                                        |
|  |                                                                              |
|  | Torosaurus latus                                                             |
|  |                                                                              |
|  | "Torosaurus" utahensis                                                       |
|  |                                                                              |
|  | \| \| Triceratops prorsus \| \| \| \| \| \| Triceratops horridus \| \| \| \| |
|  |                                                                              |
|  | Triceratops prorsus                                                          |
|  |                                                                              |
|  | Triceratops horridus                                                         |
|  |                                                                              |

|  | Triceratops prorsus  |
|  |                      |
|  | Triceratops horridus |
|  |                      |

|  | Ojoceratops fowleri                                                          |
|  |                                                                              |
|  | Titanoceratops ouranous                                                      |
|  |                                                                              |
|  | Nedoceratops hatcheri                                                        |
|  |                                                                              |
|  | Torosaurus latus                                                             |
|  |                                                                              |
|  | "Torosaurus" utahensis                                                       |
|  |                                                                              |
|  | \| \| Triceratops prorsus \| \| \| \| \| \| Triceratops horridus \| \| \| \| |
|  |                                                                              |
|  | Triceratops prorsus                                                          |
|  |                                                                              |
|  | Triceratops horridus                                                         |
|  |                                                                              |

|  | Triceratops prorsus  |
|  |                      |
|  | Triceratops horridus |
|  |                      |

|  | Ojoceratops fowleri                                                          |
|  |                                                                              |
|  | Titanoceratops ouranous                                                      |
|  |                                                                              |
|  | Nedoceratops hatcheri                                                        |
|  |                                                                              |
|  | Torosaurus latus                                                             |
|  |                                                                              |
|  | "Torosaurus" utahensis                                                       |
|  |                                                                              |
|  | \| \| Triceratops prorsus \| \| \| \| \| \| Triceratops horridus \| \| \| \| |
|  |                                                                              |
|  | Triceratops prorsus                                                          |
|  |                                                                              |
|  | Triceratops horridus                                                         |
|  |                                                                              |

|  | Triceratops prorsus  |
|  |                      |
|  | Triceratops horridus |
|  |                      |

|  | Ojoceratops fowleri                                                          |
|  |                                                                              |
|  | Titanoceratops ouranous                                                      |
|  |                                                                              |
|  | Nedoceratops hatcheri                                                        |
|  |                                                                              |
|  | Torosaurus latus                                                             |
|  |                                                                              |
|  | "Torosaurus" utahensis                                                       |
|  |                                                                              |
|  | \| \| Triceratops prorsus \| \| \| \| \| \| Triceratops horridus \| \| \| \| |
|  |                                                                              |
|  | Triceratops prorsus                                                          |
|  |                                                                              |
|  | Triceratops horridus                                                         |
|  |                                                                              |

|  | Triceratops prorsus  |
|  |                      |
|  | Triceratops horridus |
|  |                      |

|  | Ojoceratops fowleri                                                          |
|  |                                                                              |
|  | Titanoceratops ouranous                                                      |
|  |                                                                              |
|  | Nedoceratops hatcheri                                                        |
|  |                                                                              |
|  | Torosaurus latus                                                             |
|  |                                                                              |
|  | "Torosaurus" utahensis                                                       |
|  |                                                                              |
|  | \| \| Triceratops prorsus \| \| \| \| \| \| Triceratops horridus \| \| \| \| |
|  |                                                                              |
|  | Triceratops prorsus                                                          |
|  |                                                                              |
|  | Triceratops horridus                                                         |
|  |                                                                              |

|  | Triceratops prorsus  |
|  |                      |
|  | Triceratops horridus |
|  |                      |

## Storia della scoperta
Nel 2015, i paleontologi Caleb Marshall Brown e Donald Henderson, descrissero il fossile battezzandolocome Regaliceratops peterhewsi. Il nome generico si riferisce al termine Latino "regalis", in riferimento sia al suo scudo osseo a forma di corona, sia al museo in cui è esposto il museo ovvero il "Royal" Tyrrell, unito al termine greco "ceras" ossia, "corno" e ops che vuol dire "volto " . Il nome specifico, invece, onora lo scopritore del fossile Peter Hews.
L'olotipo (rappresentato da un singolo cranio completo) fu rinvenuto nel 2005 dal geologo Peter Hews nei pressi del fiume Oldman, in Alberta. Il fossile fu in seguito consegnato al team di paleontologi del Royal Tyrrell Museum, che studiarono il campione e gli diedero il soprannome di "Hellboy" (celebre personaggio dei fumetti), per via delle corna e del duro lavoro che i paleontologi dovettero svolgere per estrarre il cranio dalla roccia.

## Paleoecologia

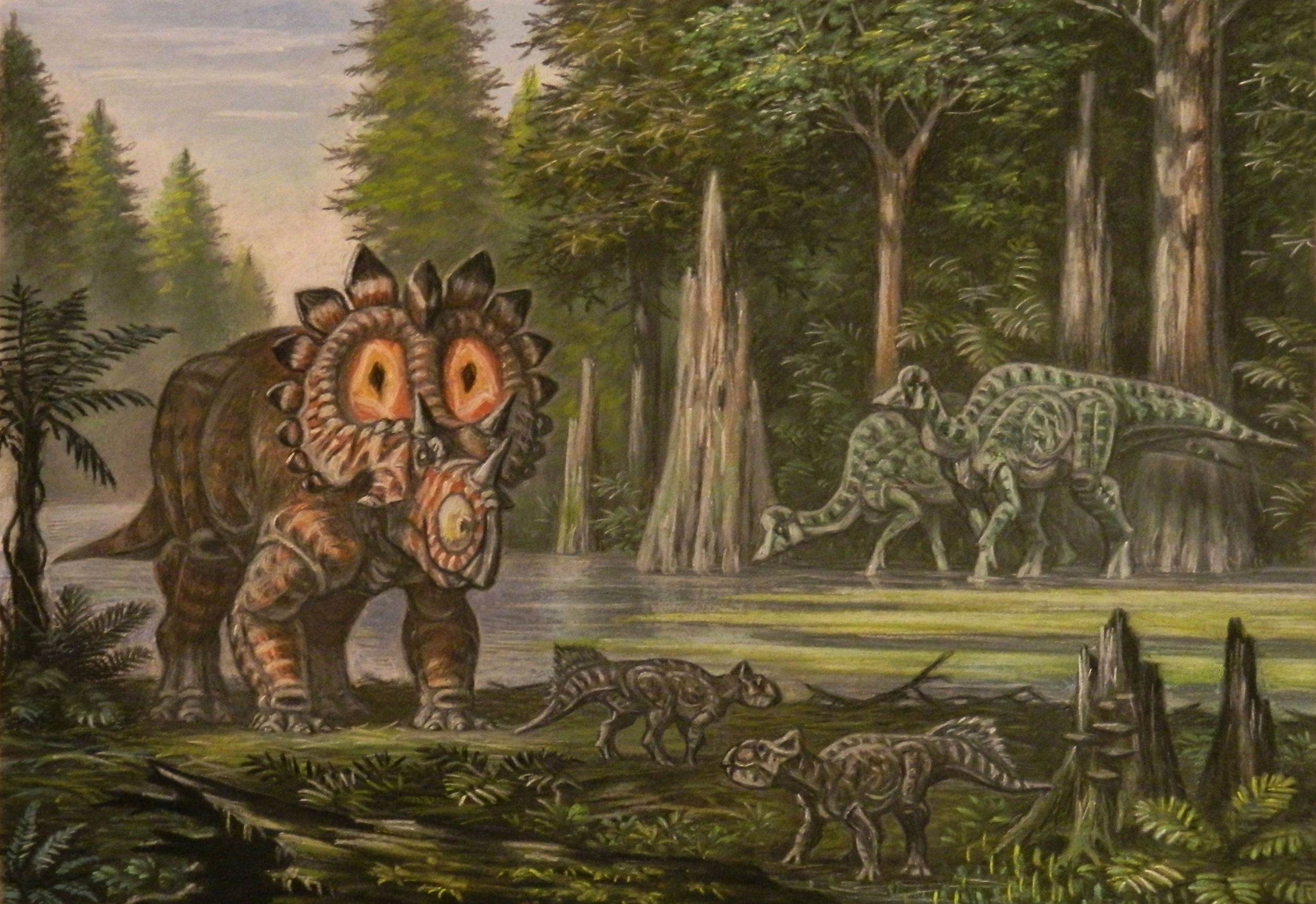
Ricostruzione di Regaliceratops con Hypacrosaurus e Leptoceratops, nel suo ambiente

Il St. Mary River Formation non ha subito una datazione radiometrica definitiva, tuttavia, la correlazione stratigrafica disponibili ha dimostrato che questa formazione è datata tra i 74 e i 66 milioni di anni fa, durante il Campaniano e il tardo Maastrichtiano, durante la regressione finale della metà continentale del Bearpaw Seaway. Si va da sud fino a Glacier County, nel Montana, a nord fino al fiume Bow Piccolo in Alberta. La formazione di St. Mary River è parte del bacino sedimentario occidentale canadese, nel sud-ovest dell'Alberta, che si estende dalle Montagne Rocciose ad ovest per lo Scudo canadese ad est. Lateralmente è l'equivalente della formazione Horseshoe Canyon. La regione dove vivevano i dinosauri è delimitata dalle montagne ad ovest, e comprendeva antichi canali, laghetti di acqua dolce, ruscelli, e pianure alluvionali.
Il Regaliceratops condivideva il suo habitat con molti altri dinosauri, come i ceratopsidi Pachyrhinosaurus e Montanoceratops, il corazzato nodosauride Edmontonia, i teropodi Saurornithoides, Saurornitholestes e Troodon oltre che al tirannosauride Albertosaurus, che probabilmente era il predatore all'apice del suo ecosistema. Altri vertebrati presenti nella formazione di St. Mary River durante l'epoca del Regaliceratops comprendevano i pesci attinopterigi Amia fragosa, Lepisosteus, Belonostomus longirostris, Paralbula casei e Platacodon nanus, il mosasauro Plioplatecarpus, la tartaruga Boremys e il rettile diapside Champsosaurus. In questa regione vissero anche un buon numero di mammiferi, come il Turgidodon russelli, Cimolestes, Didelphodon, Leptalestes, Cimolodon nitidus e Paracimexomys propriscus. In questo lussureggiante ecosistema vivevano anche piccoli invertebrati come i molluschi, l'ostrica Crassostrea wyomingensis, la piccola vongola Anomia, e la lumaca Melania.